# Národní dům (Banská Bystrica)
Národní dům je dům v Banské Bystrici na Národní ulici 11. Byl postaven v letech 1927–28, autorem budovy je Emil Belluš a projekt byl vypracován v letech 1926-27. Sídlí v něm Státní opera, stálá divadelní a operní scéna města a regionu.

## Architektura
V projektu Národního domu v Banské Bystrici je jasně sledován racionalisticko-funkcionalistický záměr. Projevuje se v řešení divadla s příslušenstvím v jedné hmotové i výtvarné kompozici a k němu přiřazených hotelových částech s veřejnou službou kavárny a restaurace. Je pochopitelné, že tyto komplikované dispoziční, konstrukční, ale i urbanistické problémy vyústily do poměrně složitého hmotného konceptu, který se mladý projektant snažil vylepšit střídmě použitým dekorem. Ale zůstává stále platný správný názor na základní členění provozů i výtvarný důraz na hlavní článek, tak uvážlivé používání kvalitních materiálů. Z rozsáhlých společenských prostor se v původní realizaci zachoval jen divadelní sál, ostatní byly v padesátých letech, na škodu věci, adaptované.
O stavbě Národního domu Belluš píše:
„Byla to na svou dobu (1924) pro mě úloha velká, složitá, ale i znamenitá škola života. Všechny úkony architekta jsem provedl bez pomoci sám, od náčrtku stavebních plánů, všech detailů, podrobných rozpisů až po superkolaudaci mnoha úsekových dodávek.“

## Současnost
Národní dům patří dnes k novodobé historii města. V jeho prostorách se odehrály mnohé historické události prvořadé důležitosti, které z něj činí i památku národní, historickou.
V Národním domě má své sídlo dodnes jediná stálá divadelní a operní scéna města a regionu. Její provozní a technické zázemí nebylo dostačující ani v době postavení budovy. Restaurační a kavárenská část dnes opět slouží svému původnímu účelu, po předchozí změně funkce však skoro úplně zmizel původní interiér. Hotelová část se svým skromným komfortem dnes už nevyhovuje.